# Bar Marsella

El bar Marsella és un històric establiment de restauració situat al barri del Raval de Barcelona, en la cruïlla dels carrers Sant Ramon i Sant Pau. Inaugurat el 1820, és el bar més antic de la capital catalana.

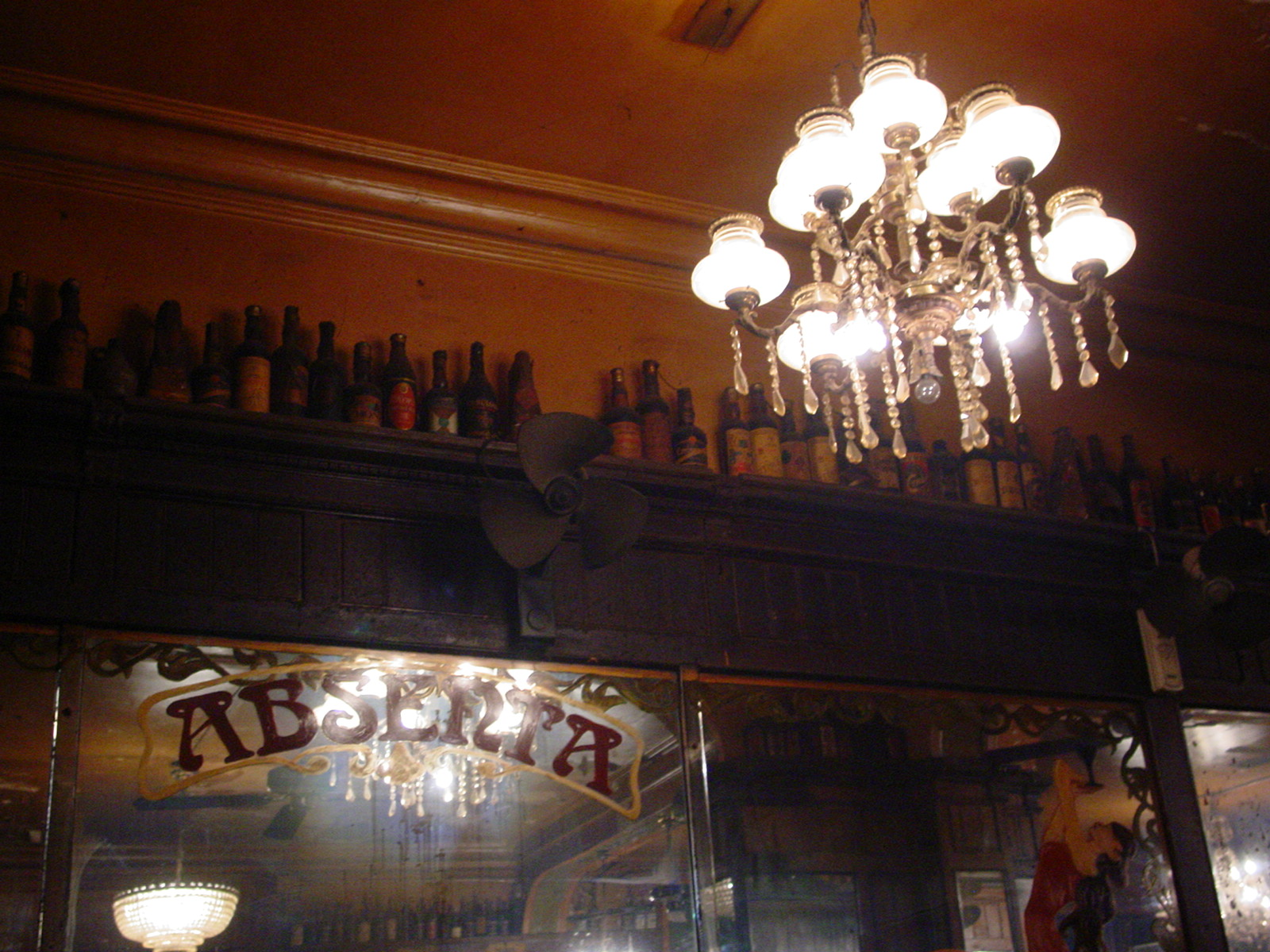
Interior del local, amb un rètol al fons anunciant la seva especialitat: l'absenta.

El recinte encara posseeix la seva decoració del segle xix, com els llums i els miralls gastats, el paviment hidràulic i el marbre de les taules, així com cartells originals que segueixen exposats al saló. Perviuen també cartells de «prohibit cantar» i «prohibit estacionar-se en les taules», penjats durant el període franquista per a evitar les reunions clandestines contràries al règim. Aquest ambient pintoresc fa que sigui un dels punts d'interès per a les persones que visiten la ciutat.
L'especialitat, des de fa més de cent anys, és el licor d'absenta, un destil·lat d'alta graduació lligada a la bohèmia francesa. En el bar Marsella s'utilitza absenta catalana preparada especialment per al bar, que posseeix una tonalitat groguenca i conté regalèssia. Se serveix a la manera tradicional, amb una petita forquilla, dos terrossos de sucre i una ampolla d'aigua: es col·loca els terrossos sobre la forquilla, i aquesta sobre la copa, i es deixa caure l'aigua gota a gota sobre el sucre, perquè caigui a poc a poc sobre la absenta.
El local és conegut històricament per haver estat punt de trobada d'intel·lectuals, artistes, obrers i sindicalistes. Entre els assidus del bar es troben els pintors Picasso i Dalí, així com l'escriptor estatunidenc Ernest Hemingway.
El bar Marsella va adquirir renovada notorietat el 2023, després d'enregistrar-s'hi part del videoclip «Vampiros» de Rosalía i Rauw Alejandro, on apareixen tots dos cantants caracteritzats com a vampirs demanant absenta.